# ミシェル・シャール
ミシェル・フロレアル・シャール（仏: Michel Floréal Chasles、IPA:[miʃɛl flɔʁeal ʃal]、1793年11月15日 - 1880年12月18日
）はフランスの数学者。 

## 経歴
エペルノンに生まれ、パリのエコール・ポリテクニークでシメオン・ドニ・ポアソンの下に学んだ。第六次対仏大同盟時、シャールは1814年のパリの攻防戦の為に徴兵された。戦争終結後、数学の研究のために、技術者あるいは株式仲介人としての道を諦めた。
1837年、射影幾何学における極線の相反の方法の研究に関する書籍 Aperçu historique sur l'origine et le développement des méthodes en géométrie（「幾何学における方法の起源と発展の歴史的観点」）を出版した。 第二版は1865年に出版された。この作品は著しい名声と称賛を獲得し、シャールは、1841年にエコール・ポリテクニークの教授に任命されることとなった。その後1846年、ソルボンヌ大学の教授に任命された。1839年、ルートヴィヒ・アドルフ・ソンケ（Ludwig Adolph Sohncke、レオンハルト・ソンケの父）により、ドイツ語版翻訳 Geschichte der geometrie, hauptsachlich mit bezug auf die neueren methoden が出版された。1841年にチャールズ・グレイヴスは独自の要素を追加しつつ、英語版翻訳 Two Geometrical Memoirs on the General Properties of Cones of the Second Degree and on the Spherical Conics を出版した。
ヤコブ・シュタイナーは5つの円錐曲線に接する円錐曲線の数を数える問題（シュタイナーの円錐曲線問題）を提案したが、自身では解決に至らなかった。シャールは、円錐曲線の正しい数え上げを可能にする理論を発展させ、シュタイナーの問題の解は3264であることを示した（詳しくは数え上げ幾何学を参照）。彼は他にも重要な定理を発見しており、現在それらは総じてシャールの定理と呼ばれている。運動学の分野において、ユークリッドの運動を螺旋変位としたシャールの記述は、剛体の動力学の理論の発展に大きな影響を与えた。
1864年、シャールはアメリカ芸術科学アカデミーの外国人名誉会員に選出された。1865年には、コプリ・メダルを授与された。
Michael Farquharによる A Treasury of Deception（Peguin Books, 2005年）の記述によれば、1861年から1869年の間、シャールはドニ・ヴレイン＝リュカからの27000通の偽造の手紙の一部を購入した。中にはアレクサンドロス3世からアリストテレスに送られたもの、クレオパトラ7世からユリウス・カエサルに送られたもの、マグダラのマリアから（蘇生した）ラザロへ送られたものなど、偽の中世フランス語で書かれた手紙があった。2004年、雑誌Critical Inquiry は、リュカが獄中からシャールに宛てて書いた、最近"発見された"1871年の手紙を発表した。手紙にはこれらの出来事のリュカの視点を伝える記述があったがそれ自体、創作物である。

## 貢献の現代的評価
1986年、アレクサンダー・ジョーンズ（Alexander Jones）は、パップスの Collection のVIIの解説書籍を出版した。VIIについて、シャールはパップスの幾何学的方法の歴史を言及している。ジョーンズはシャール、パップス、そしてエウクレイデスについて、次のような意見を書いている。
Chasles's contribution to our comprehension of the Porisms tends to be obscured by the inherent unreasonableness of his claim to have restored substantially the contents of Euclid's book on the basis of the meagre data of Pappus and Proclus...one still turns to Chasles for the first appreciation of the interest in the Porisms from the point of view of modern geometry. Above all, he was the first to notice the recurrence of cross-ratios and harmonic ratios in the lemmas, and because these concepts suffuse most of his restoration, it is probable that many of his inventions coincide with some of Euclid's, even if we cannot now tell which they are.
シャールはエッフェル塔に名前を刻まれた72の人物の1人である。

## 出版物
- Chasles, M. (1831). “Note sur les propriétés générales du système de deux corps semblables entr'eux” (French). Bulletin des Sciences Mathématiques, Astronomiques, Physiques et Chemiques 14:  321–326.
- M. Chasles (1837) Aperçu historique sur l'origine et le développement des méthodes en géométrie, originally published by Hayez in Bruxelles, now from archive.org.
- M. Chasles (1841) Two geometrical memoirs on the general properties of cones of the second degree, and other spherical conics, Charles Graves translator, originally published in Dublin, now from Cornell University.
- M. Chasles (1852, 1880) Traité de Géométrie Supérieure, Gauthier-Villars.
- M. Chasles (1865) Traité des sections coniques, Gauthier-Villars, from University of Michigan.